# Julian Braun
Julian Braun, né le 25 septembre 1929, à Chicago et décédé le 4 septembre 2000 à Chicago, est un joueur spécialiste de Blackjack.
La plupart des figures mythiques du Blackjack sont soit des joueurs renommés, soit des auteurs célèbres. Bien qu’il ait écrit un livre sur le sujet, Julian Braun n’appartient à aucune de ces deux catégories. Il est plutôt le génie de l’ombre qui perfectionne les théories des autres. En effet, il doit sa renommée à l’aide précieuse qu’il offre à Edward O. Thorp quand ce dernier améliore la fameuse méthode de comptage de carte.

## Le perfectionnement de la technique de comptage des cartes
Edward O. Thorp ne s’en cache pas, s’il a pu perfectionner sa technique, c’est bien grâce à l’aide de Julian Braun. Ce dernier le contacte et lui propose son aide. Armé d’un ordinateur très puissant, il affine les calculs de Thorp. Des milliers de lignes de code informatique et des centaines d'heures de simulation de parties plus tard, Julian Braun et Edward O. Thorp aboutissent à la technique de comptage de carte qui est présentée dans la seconde édition du célèbre livre Beat the dealer.

## Ses autres contributions
Julian Braun n’arrête pas ses travaux après ces améliorations du système d’Edward O. Thorp. Au contraire, il se passionne pour les stratégies mathématiques du Blackjack. En 1975, il publie un document présentant un système de jeu pour débutant plus simple que ces prédécesseurs. Beaucoup de ses idées et de ses conseils sont repris dans le livre de Lance Humble Blackjack super gold. Julian Braun a également contribué au célèbre ouvrage de Lawrence Revers, Playing Blackjack as a business.
En 1980, Julian Braun publie son propre livre, How to play winning Blackjack.  Edward Thorp, le père du comptage de carte, lui-même, reconnaît que le système qu’il y développe est le plus simple et le plus efficace qu’il connaisse.
Le 4 septembre 2000, Julian Braun meurt des suites de la maladie de Parkinson. 5 ans plus tard, il est intronisé dans le Blackjack hall of fame, un honneur qui vient récompenser le travail de ce génie de l’informatique et des mathématiques. 

## Ouvrage
- How to play winning Blackjack, 1980

## Source
- (fr) Julian Braun